# Apsil diminuta
Apsil diminuta är en tvåvingeart som beskrevs av Márcia Souto Couri 2002. Apsil diminuta ingår i släktet Apsil och familjen husflugor. Inga underarter finns listade i Catalogue of Life.